# 吉尔维·吉尔瓦松
吉尔维·吉尔瓦松（1977年9月22日—），冰岛前男子手球运动员。他曾代表冰岛国家队参加2004年夏季奥林匹克运动会手球比赛，结果获得第九名。